# 私立バカレア高校
『私立バカレア高校』（しりつバカレアこうこう）は、日本テレビで2012年4月15日から毎週日曜0:50 - 1:20（土曜深夜）に放送されたテレビドラマ。同年10月に『劇場版 私立バカレア高校』の公開および清野静流によるコミカライズがなされた。

## 概要
ジャニーズJr.とAKB48がグループ単位で初共演した連続ドラマ。原作は秋元康。主演は森本慎太郎と島崎遥香で共にドラマ初主演となる。人気アイドル同士の共演とあって恋愛禁止やメールアドレスの交換禁止といった校則3カ条というものが決められ厳守された。当時間帯が連続ドラマ枠となるのは、『イケ麺新そば屋探偵〜いいんだぜ!〜』以来2年半ぶりとなる。また、今作をきっかけにジャニーズJr.がメディアに採り上げられる機会が増え、ブームが巻き起こった。この時「バカレア組」と呼ばれた森本慎太郎・松村北斗・京本大我・田中樹・ルイス・ジェシー・髙地優吾の6人は、後にSixTONESを結成し、2020年にCDデビューを果たした。

## あらすじ
頭は良くないが熱くストレートなヤンキーが揃う男子校“馬鹿田高校”が、学業優秀でルックス極上のお嬢様たちが在籍する名門女子校“第一カトレア学院”に吸収合併されて出来た第二カトレア学院。旧第一カトレア学院の生徒たちは学校の環境を改善しようと改革を行う。しかしその行動が馬鹿田の伝統を汚すこととなり両者の間に亀裂が生まれてしまった。果たして馬鹿田とカトレアの生徒たちがお互いのことを理解しあえる日は来るのであろうか?

## 用語
ミスカトレアコンテスト
第一・第二カトレア学院合同で行われるミスコン。今年度は1位文恵、2位沙耶、3位小百合という結果となった。
日出広場
国木田高校の明石が決闘の場として指定した空き地。
城之内倉庫
シンジが沙耶を監禁した倉庫。
Teen sweet
女子高生に人気の雑誌。古葉の勧めで文恵たちは取材を受けることになった。
FGSP
文恵を元気にしようプロジェクトの略。真奈に裏切られ傷心した文恵を励ますため達也が画策。最終目標は文恵を「笑わせる」「喜ばせる」「怒らせる」とのこと。
まき野屋
達也たちがよく行く牛丼屋。人気メニューは男気牛丼で値段は期間限定で200円。

## キャスト

### 第二カトレア学院
馬鹿田高校が第一カトレア学院に吸収合併されて出来た共学校。宇賀神高校や国木田高校の不良からはバカレア高校と嘲笑されている。校舎は馬鹿田高校を改修したものを使用している。旧馬鹿田の生徒は全員第二カトレアの生徒となったのに対し、旧第一カトレアの生徒は成績や品行によって選ばれた優秀な選抜メンバーである。また、本作品では2年C組を中心に話は進んでいく。

#### 旧馬鹿田高校
達也たち7人が学校の中心として君臨している。達也と聡、哲也と麻耶は過去にタイマン勝負をしており、そのことが強い絆に繋がっている。学ランは紺色で左肩には馬鹿田校章のワッペンが付いている。
桜木達也（さくらぎ たつや）〈17〉
演 - 森本慎太郎
主人公の番長。キャッチコピーは「最強にアツい男」。髪型はツーブロックで、学ランに白シャツ、ボンタンという昭和風の着こなしを好む。左手首には兄であり先代の馬鹿田トップ桜木蓮から受け継いだブレスレットをしている。戦闘スタイルは殴り技主体で、本郷や海斗をジャンプからのパンチで倒している。趣味は自分が喧嘩で負かした高校のボタン集め。ただし理由もなく他人を傷つけるレイジに対しては強い不快感を抱いていた。基本的には感情で動くタイプであるが、哲也のために岡本に土下座するなど理性的な行動を取ることもある。またトップであることへの責任感は人一倍強く、菊永高校との最終決戦では仲間が退学になることを防ぐためたった一人で戦おうとした。沙耶曰く女性の気持ちに疎いらしく、終盤まで文恵の恋心にもまったく気付けなかった。しかし劇場版においては文恵と手を繋いだことに動揺するなど自身や彼女の恋愛感情に気づいている模様。
浅田哲也（あさだ てつや）〈17〉
演 - 松村北斗
達也の親友。キャッチコピーは「最強にクールな男」。学ランに黒シャツというシンプルな着こなしを好む。戦闘スタイルは蹴り主体で、得意技の後ろ蹴りによって御子柴を倒している。中学時代までは裕福な家庭で育ち進学校に通っていた。しかし父親が交通事故を起こし逮捕されたことで進学校を辞めることとなる。また母親はそのことでショックを受け病院に入院した。さらに追い打ちを掛けるように同級生だった岡本たちに「犯罪者の息子」呼ばわりされ自暴自棄になった時にバッティングセンターで達也と出会い、その優しさに触れる。これがきっかけで、彼の相棒として常に行動を共にしていくこととなる。現在は家庭をやりくりするために運送業のアルバイトをしている。また麻耶と小百合の駆け落ちに気づいたり、沙耶がシンジに連れ去られた際に最初に助けに来たりしている。恋愛に関しては情熱的で自身の文恵への気持ちが片思いだと理解していながらも彼女にアプローチし続けている。
寺川麻耶（てらかわ まや）〈17〉
演 - 京本大我
キャッチコピーは「最強にキレる男」。学ランに臙脂のシャツとストール、ヘアバンドといった中性的な服装をしている。また最終回以降はヘアバンドを外している。通常時の戦闘においては美しさを重視した戦いをする。特に靴に対しては拘りが強いようで、戦闘中であってもハンカチで汚れを拭き取ったりする。幼少期母親に女の子として育てられたことがコンプレックスであり、「女」という単語を耳にするだけで我を忘れて暴れまわる癖がある。このキレた状態では力任せに相手を壁に叩きつけたり頭突きをしたりと殺意に満ちた戦い方をする。母は不良である麻耶を勘当しており、そのことが彼を自殺未遂にまで追い込んだ。しかし現在では自分と似た悩みを抱える小百合の存在が彼を支えており笑顔を見せることも増えた。劇場版では小百合と一緒に下校するなど学校生活を楽しんでいる模様。
野口聡（のぐち さとし）〈17〉
演 - 田中樹
キャッチコピーは「最強にバカな男」。学ランに柄物のTシャツと九分丈のパンツという着こなしをしている。金属バットを持った相手に激怒するなど戦いにおいては素手でのタイマン勝負に強い拘りがある模様。口癖は「俺はつえー」で戦いに勝つ度に叫ぶ。麻耶や祥平と仲が良く、共に行動することも多い。好物は肉まんとあんパン。また話の中にエヴァンゲリオンやトランスフォーマーといった作品を例として挙げる大のロボット好きでもある。アルバイトはファミレスでの皿洗い。劇中未登場の兄がいる。
里中ユウキ（さとなか ユウキ）〈17〉
演 - ルイス・ジェシー
キャッチコピーは「最強バイリンガル」。学ランにキャップ、パーカー、ヘッドホンというヒップホップなスタイルを好む。トイレであっても音楽を聴き足でリズムを刻む大の音楽好き。また感情が高ぶると英語で話してしまう癖がある。戦いでは常に誠とコンビを組み、回し蹴りといったトリッキーな戦い方をする。誠とは戦闘時だけでなく日常生活でも常に一緒に行動している。最終回では女子生徒と仲の良い達也たちに嫉妬し、誠と共にグループから離脱した。劇場版においては海斗と交戦するものの敗北し誠共々捕らえられてしまう。しかし達也たちに助けられ、そのことで再びグループに戻った。
神保誠（じんぼう まこと）〈17〉
演 - 髙地優吾
キャッチコピーは「最強お調子者」。学ランに柄シャツ、エンジニアブーツといったチャラい格好を好む。戦闘においてはコンビを組むユウキとは対照的に殴り主体である。ユウキとはいつも行動を共にするが、彼の英語をあまり理解していない。そのことで喧嘩になることもしばしば。
立浪祥平（たつなみ しょうへい）〈18〉
演 - 髙木雄也（特別出演）
キャッチコピーは「最強ええカッコしい」。学ランにタンクトップ、腰にはチェックシャツを巻いている。2年留年していて実は18歳。エロ本が宝物と豪語するくらいの女の子好きで、合併に対しても一人嬉しそうな素振りを見せた。喧嘩はめっぽう苦手で基本的にダンボールなどに隠れてやり過ごす。しかしながら馬鹿田への愛は誰よりも強く馬鹿田が馬鹿にされた際は、相手が刑事であるにもかかわらず大声で怒鳴り散らしている。また本郷たちや菊永高校といったどうしても戦わなければならない敵には覚悟を決めて戦う男気も持っている。このように非常に仲間思いであるため留年しているにもかかわらず周りからは祥平さんと呼ばれ慕われている。半年前から猛アタックを仕掛けてようやく交際に発展したモモコという彼女がおり定期的にデートを楽しんでいたが最終回で振られる。劇場版では古葉と共に真里菜先生に良いところを見せようと奮闘していた。
神山萌生（かみやま ほうせい）
演 - 白水萌生
達也たちの同級生。

#### 旧第一カトレア学院
文恵たち7人が中心グループとして学生たちから憧れられてきた。第二カトレアの改修工事の手配を行うなど与えられた権限は非常に強い模様。また挨拶の際にはスカートに手を当てお辞儀をしながら「ごきげんよう」と言うのが暗黙の了解となっている。ブレザーは白で左胸にはカトレア校章のワッペンが付いている。
真行寺文恵（しんぎょうじ ふみえ）〈17〉
演 - 島崎遥香
ヒロインの78代目生徒会長および現生徒会長。髪型はセミロング。哲也曰く達也を目の前にして怖気づかない初めての女とのこと。世間知らずのお嬢様だがそのことで達也たちとすれ違いが起きてしまう。達也のことが好きだが哲也の気持ちも理解しておりその狭間で揺れ動く。劇場版のラストでアメリカへ留学する。
後宮沙耶（うしろみや さや）〈17〉
演 - 大場美奈
元副生徒会長で文恵の親友。髪型はポニーテール。ストーカーから自分を救ってくれた哲也に恋心を抱く。
時宗小百合（ときむね さゆり）〈17〉
演 - 光宗薫
髪型はショートヘア。スポーツが好きで男勝りな性格だが親からは女らしく生きることを強要される。そのことがコンプレックスだったが麻耶と出会ったことで自分らしく生きようと決心し、以降はカトレアの生徒で唯一ネクタイをし、ポケットに手を突っ込むという独自のファッションスタイルになった。タブレットを所持しており情報収集を欠かさないためか、カトレアの生徒では唯一庶民の常識を持ち合わせている。
本庄真奈（ほんしょう まな）〈17〉
演 - 永尾まりや
西園寺に自身の恋心を利用され第二カトレアの悪評を匿名掲示板にリークしていた犯人。一時は文恵への苦手意識からクラスで孤立してしまっていたが、沙耶の説得や文恵のスピーチによって改心し再び仲間に戻った。
財前麗華（ざいぜん れいか）〈17〉
演 - 小林茉里奈
数学ジュニア世界選手権で5年連続優勝した秀才。
宮田杏（みやた あん）〈17〉
演 - 島田晴香
ムードメーカーのスイーツ女子。
篠原香（しのはら かおり）〈17〉
演 - 中村麻里子
文恵のファン。甘えん坊キャラ。

#### 教員および関係者
源春樹（みなもと はるき）
演 - 上川隆也（友情出演）
馬鹿田高校および第二カトレア学院理事長。馬鹿田を変えたいという一心から、西園寺に持ちかけられた合併話を受け入れる。一時は第二カトレア学院に限界を感じ廃校にするつもりでいた。しかし文恵のスピーチによって教育者としての信念や情熱を取り戻し廃校を撤回する。
古葉純一（こば じゅんいち）
演 - 宮田俊哉
2年C組担任。生徒たちからは名字で呼び捨てられるなど完全に舐められている典型的なダメ教師。しかし廃校の危機に際しては西園寺を制止し文恵のスピーチを続行させるなど教育者らしい行動を取った。劇場版では真里菜先生に好意を抱き男らしい一面を見せようと画策する。
西園寺涼（さいおんじ りょう）
演 - 渡辺大
教諭。馬鹿田高校とカトレア学院の合併を推し進めるために、源春樹に接触していた黒幕。価値観や偏差値の違いすぎる両校を合併させた真の目的は、源の持つ学校の資産であった。そのために一度馬鹿田高校を吸収合併させ、全ての資産をカトレア学院のものとし、その後第二カトレア学院を廃校にすることで資産のみを自身の手元に残そうと計画したのである。彼はまず馬鹿田の生徒に嫌悪感を抱いていた本庄真奈を色仕掛けによって手駒にし、第二カトレア学院の悪評を匿名掲示板にリークさせ男女間の調和を徹底的に乱した。さらにお金で雇った本郷仁たちを転校生として送り込み、桜木達也を番長の立場から引きずりおろした。これにより一度は空中分解したかに思えた第二カトレア学院だったが達也や生徒会長真行寺文恵の粘りによって、源理事長が教育者としての熱意を思い出し廃校は阻止された。

#### 本郷たちのグループ
西園寺が金で雇った転校生。その目的は達也たちを倒すことである。グループのマークは蠍。生徒たちを一人ずつ潰して支配下に置くなど用意周到に事を進める。1年生に対してカツアゲをするなど金銭関係に相当困っている様子である。
本郷仁（ほんごう じん）
演 - 佐野和真
グループのリーダー格。常に無気力そうにビーフジャーキーを貪っており、腕には蠍のタトゥーが彫られた不気味な男。達也を一撃で倒し一度は馬鹿田のトップに立ったものの、二度目の対戦では学校への愛情の差で勝った達也に敗れる。
御子柴（みこしば）
演 - 小島雄貴
本郷の右腕となる存在。腹部に瓦を忍ばせるなど勝つためには手段を選ばない。哲也と交戦するものの敗北。
鬼頭（きとう）
演 - 武雄
アシメントリーな髪型が特徴の大男。蝶野と共にユウキ誠コンビと戦うが敗北。
蝶野（ちょうの）
演 - DJ HIDE
小柄で短髪の男、戦いの際には奇声を上げる。鬼頭と共にユウキ誠コンビと戦うが敗北。
本郷の手下（本名不明）
演 - MY A FLOW
ポニーテールでアロハシャツを着た男。麻耶を不意打ちしようとしたが、祥平の偶然の頭突きによって失敗。そして東に止めを刺され敗北した。

### 宇賀神高校
馬鹿田のライバル校。
本郷にトップを奪われた達也たちを叱咤激励したり海斗の危険性を知らせに来たりと、馬鹿田のことを良きライバルとして認めている。
袴塚遼太郎（はかまづか りょうたろう）
演 - 窪田正孝
宇賀神の番長。黒の繋ぎに身を包む。達也とはライバル関係にあり何度も戦っているが決着が着いたことはない。最終回では東と共に祥平たちを援護した。劇場版では食あたりを起こしており、そのことが原因で海斗に敗北する。
東浩（ひがし ひろし）
演 - 阿部亮平
宇賀神のNo.2。劇中屈指の大男で赤のGジャンを着用。得意技は羽交い絞めで哲也に対して何度も使用した。哲也とライバル関係にあるが袴塚と違って一話で敗北している。また劇場版でも三国に敗北した。

### 国木田高校
馬鹿田のライバル校。
明石（あかし）
演 - 笠原秀幸
国木田高校の番長で、赤髪のリーゼント。達也たちと交戦するが敗北する。また劇場版では海斗に一撃で倒される。
稲葉真太郎（いなば）
演 - 加藤慶祐
銀髪の国木田高校No.2。常にガムを噛みながら、ドモった話し方をする。

### その他
桜木蓮（さくらぎ れん）
演 - 内博貴
馬鹿田OB、達也の兄で先代の馬鹿田番長。達也に愛用のブレスレットを渡し番長の座を譲った。その後、バイク走行中に飛び出してきた子供を避けたことで横転し故人となった。達也にとっては蓮の発した言葉の数々は心の拠り所になっているようでピンチに陥った際にはそのことを思い出し自分を鼓舞していた。菊永高校の真嶋ケンジとは因縁のライバルでその戦いの日々は伝説となっている。
梶原剛（かじわら つよし）
演 - 波岡一喜
馬鹿田OB、蓮の相棒的存在。達也たちの自由奔放な姿を見て、やりたくもない仕事をやっている自分を恥じた。現在は大好きなバイクで全国を走り回っている。また劇場版では蓮の墓参りに来た達也たちと共に過去を懐かしんだ。
モモコ
演 - 北原里英
祥平の彼女。かなりの情報通で有益な情報を祥平に教えてくれる。

### ゲスト
第3話
中学生
演 - 玉元風海人
不良に脅されているところを達也に救われる。その時達也が落とした原稿を文恵に届ける。
第4話
引ったくり犯
演 - 才川コージ
神宮高校という進学校に通う生徒。受験勉強のストレス解消のため窃盗に走る。
第6話
岡本（おかもと）
演 - 桜田通
哲也の中学時代の同級生。哲也の家庭事情を馬鹿にしたため、彼に殴られる。そのことで母親と共に哲也の処分を求めに第二カトレア学院に乗り込んでくる。しかし達也や文恵の説得もあり、母親の言いなりでしかない自分を恥じ学院への要求を取り下げた。
第7話
シンジ
演 - 前田公輝
沙耶を何日にも渡って付け回したストーカー男。達也と哲也によって倒される。
第8話
梨紗（りさ）
演 - 小島藤子
留年がもとで第一カトレア学院を中退した生徒で、文恵たちを逆恨みしている。Wデートを楽しんでいた彼女たちに遭遇してその怒りが爆発。彼氏のレイジに頼み込み彼女たちの取材を妨害した。しかし、同じく留年した祥平が下級生の友達への思いと沙耶の説得から、考えを変えた。
レイジ
演 - 猪塚健太
梨紗の取り巻きの男。他人を傷つけるのが大好きで雑誌の取材を妨害しに来た。
Teen sweetの記者
演 - 須賀貴匡
古葉の学生時代の友人。古葉に頼み込み第二カトレア学院を取材をしに来た。

第9話
有坂由真（ありさか ゆま）
演 - 小池里奈
第一カトレアの生徒。
自分が落とした生徒手帳を拾ってくれた達也たちに真奈が裏切り者であることを伝えた。

## スタッフ
- 原作 - 秋元康
- 制作プロダクション - AX-ON
- 制作協力 - FAB

| 協力 - 撮影協力 - 埼玉県立川口工業高等学校、三浦市、三浦映画社、ラ・フォレスタ・ディ・マニフィカ、ライフランド - 美術協力 - 村瀬鞄行、hp、メガネドラッグ - 協力 - ジャニーズ事務所 - 技術協力 - NiTRO、ザ・チューブ、ショウビズ・クリエーション - 技術・美術協力 - 日テレアート - 音楽協力 - 日本テレビ音楽、メディアハウスサウンドデザイン 制作 - アシスタントプロデューサー - 東島信一郎 - 助監督 - 松本檀 - 記録 - 北濱優佳 - 製作担当 - 由利芳伸 - 製作主任 - 中川聡子 - 製作デスク - 西口潤 - ブレーン - 佐野裕一（田辺音楽出版） - 製作プロデューサー - 前畑祥子（ファイブコミュニケーションズ） - ラインプロデューサー - 平体雄二 - 監督兼タイトルバック - 守屋健太郎 - 監督 - 窪田崇・樹木雅彦 - プロデューサー - 植野浩之、坂下哲也（AX-ON） - チーフプロデューサー - 森實陽三 - 企画制作 - 日本テレビ - 「私立バカレア高校」製作委員会 - 小野利恵子（サウンドインスタジオ）、小林将高、大島満、茶ノ前香（VAP）、月成大地 - 製作著作 - 「私立バカレア高校」製作委員会（D.N.ドリームパートナーズ、VAP） | 広報 - スチール - 久保田智 - メイキング - 二村啓太 - 宣伝 - 戸田聖一郎、宮崎孝行 編成・監修 - 編成 - 脇山浩一 - 考査 - 湯元敏浩 - 所作指導 - 佐竹悦子 - アクション監督 - 小原剛 美術 - 美術 - 樫山智恵子 - 装飾 - 山田好男 - 小道具 - 白田雅子 - スタイリスト - 遠藤良樹 - ヘアメイク - 大野真二郎 技術 - 撮影 - 月永雄太 - 照明 - 丸山和志 - 録音 - 田中博信 - 編集 - 山中貴夫 - ライン編集 - 加藤昭信（ザ・チューブ） - MA - 浅井浩司 - 整音 - 石坂紘行 - 音響効果 - 原田慎也 |

## 放送日程
| 各話                                            | 放送日  | サブタイトル         | 脚本     | 演出       |
| ----------------------------------------------- | ------- | -------------------- | -------- | ---------- |
| 第1話                                           | 4月15日 | プロローグ           | 山浦雅大 | 窪田崇     |
| 第2話                                           | 4月22日 | 合併                 | 松田裕子 | 窪田崇     |
| 第3話                                           | 4月29日 | 総選挙               | 山浦雅大 | 窪田崇     |
| 第4話                                           | 5月06日 | カトレアのルール     | 松田裕子 | 樹木雅彦   |
| 第5話                                           | 5月13日 | 今いる場所           | 松田裕子 | 守屋健太郎 |
| 第6話                                           | 5月20日 | バッティングセンター | 山浦雅大 | 樹木雅彦   |
| 第7話                                           | 5月27日 | 初恋                 | 山浦雅大 | 樹木雅彦   |
| 第8話                                           | 6月03日 | ファミレス           | 松田裕子 | 樹木雅彦   |
| 第9話                                           | 6月10日 | 裏切り               | 松田裕子 | 樹木雅彦   |
| 第10話                                          | 6月17日 | FGSP                 | 松田裕子 | 窪田崇     |
| 第11話                                          | 6月24日 | 廃校                 | 松田裕子 | 窪田崇     |
| 最終話                                          | 7月01日 | バカレア高校         | 山浦雅大 | 窪田崇     |
| 平均視聴率 2.8%（ビデオリサーチ調べ・関東地区） |         |                      |          |            |

## ネット局
| 放送地域   | 放送局         | 放送期間               | 放送時間                     | 系列           | 備考    |
| ---------- | -------------- | ---------------------- | ---------------------------- | -------------- | ------- |
| 関東広域圏 | 日本テレビ     | 2012年4月15日 - 7月1日 | 日曜 0:50 - 1:20（土曜深夜） | 日本テレビ系列 | 制作局  |
| 福岡県     | 福岡放送       | 2012年4月19日 - 7月5日 | 木曜 2:09 - 2:39（水曜深夜） | 日本テレビ系列 | 4日遅れ |
| 近畿広域圏 | 讀賣テレビ放送 | 2012年4月19日 - 7月5日 | 木曜 2:32 - 3:07（水曜深夜） | 日本テレビ系列 | 4日遅れ |

## 映画
『劇場版 私立バカレア高校』は、ジャニーズJr.とAKB48が共演する2012年10月13日公開の日本映画。配給はショウゲート。テレビドラマ版『私立バカレア高校』が深夜帯としては高視聴率を記録し映画化が決定した。
全国73スクリーンで公開され、2012年10月13日・14日の初日2日間で、女子中高生を中心に集客し動員5万2,657人・興収6,472万4,500円となり映画観客動員ランキング（興行通信社調べ）で初登場第9位となった。公開19日目の時点で動員数16万4400人・興収2億16万9400円を記録した。また同作のDVD・Blu-rayは4/22付オリコン週間ランキングでDVD豪華版が3位、Blu-ray豪華版が4位となった。

### あらすじ（映画）
第二カトレア学院の改修工事に伴い第一カトレア学院に居候することになった第二カトレア学院の生徒たち。問題を起こせば停学もしくは退学という状況に追い込まれた達也たちは問題を起こさないよう取り組むのだが、馬鹿田と因縁のある菊永高校が怪しげな動きを見せており……。一方文恵たちは文化祭について第一カトレア学院の現生徒会長である九音園結香と口論になり勝負をする羽目となってしまう。物語はテレビシリーズでは明かされなかった蓮の過去、文恵を巡る三角関係を巻き込みながらいよいよ結末を迎える！

### キャスト（映画）
テレビドラマ版と同様の登場人物の詳細についてはテレビドラマ版キャストを参照。太字は劇場版から登場のキャスト。

#### 第二カトレア学院（映画）

##### 旧馬鹿田高校（映画）
- 桜木達也（さくらぎ たつや） - 森本慎太郎
- 浅田哲也（あさだ てつや） - 松村北斗
- 里中ユウキ（さとなか ゆうき） - ルイス・ジェシー
- 寺川麻耶（てらかわ まや） - 京本大我
- 野口聡（のぐち さとし） - 田中樹
- 神保誠（じんぼ まこと） - 髙地優吾
- 立浪祥平（たつなみ しょうへい） - 髙木雄也
- 古葉純一（こば じゅんいち） - 宮田俊哉

##### 旧第一カトレア学院（映画）
- 真行寺文恵（しんぎょうじ ふみえ） - 島崎遥香
- 後宮沙耶（うしろみや さや） - 大場美奈
- 時宗小百合（ときむね さゆり） - 光宗薫
- 本庄真奈（ほんしょう まな） - 永尾まりや
- 財前麗華（ざいぜん れいか） - 小林茉里奈
- 宮田杏（みやた あん） - 島田晴香
- 篠原香（しのはら かおり） - 中村麻里子

#### 菊永高校
通称菊高。ケンジの時代から続く馬鹿田高校との因縁に決着を付けるために暗躍し、国木田や宇賀神といった強豪校を破竹の勢いで潰していった。学ランはブルーで黒のボタンが付いている。
真嶋海斗（ましま かいと）
演 - 岩本照
番長。金髪リーゼントの長身男。兄であるケンジの雪辱を果たすため蓮の弟である達也に執着する。その実力は圧倒的で袴塚や明石を一撃で倒すほど。曲がったことが大嫌いで不良に絡まれたお婆さんを助けるなど優しい一面も持ち合わせる。馬鹿田との戦いにおいても当初は達也とのタイマンを望んでおり、大輝たちの身勝手な行動に激怒していた。しかし自身が達也に追いつめられると我を忘れて鉄パイプで達也に襲いかかろうとした。その時攻撃を制止した兄であるケンジによって本当の強さや仲間の大切さを思い出し、再び正々堂々と達也と再戦することを誓い立ち去る。
三国颯太（みくに ふうた）
演 - 佐久間大介
No.2。アクロバットな戦い方をする。東を倒した後に哲也と戦うものの三段蹴りを食らい敗北。
汐見陸（しおみ りく）
演 - 阿部亮平
No.3で参謀的存在。爆発したかのような髪形がトレードマーク。ユウキ誠のコンビネーションの前に敗北。
前述の東浩役の阿部亮平は同姓同名の別人であり、本作で共演した。
丹後大輝（たんご だいき）
演 - 渡辺翔太
頭脳派で頭がキレる、駿や徳之たちを従える。ユウキと誠を餌に達也を誘き出そうとするが、その身勝手な行動が海斗の逆鱗に触れてしまう。後に麻耶とビリヤード台で交戦。
五十嵐駿（いがらし しゅん）
演 - 深澤辰哉
体育会系の金髪男。聡と壮絶な殴り合いの末に敗北。
神崎徳之（かんざき のりゆき）
演 - 宮舘涼太
寡黙な男。祥平にペースを乱された挙句ダンボールに押し込められ敗北。

#### 第一カトレア学院
文恵たちが転校してからは結香たち5人が中心となって学院を纏めている。
九音園結香（くねぞの ゆか）
演 - 加藤玲奈
現生徒会長。帰国子女のため文恵とは唯一面識がない。そのため周りの支持を集める文恵に対抗心を燃やし、文化祭のコスプレカフェの来場者数で勝負しようと持ちかけた。達也たちには嫌悪感を抱いており物置場に閉じ込め文化祭から隔離しようとした。しかし倒れてきたアーチから自分を守ってくれた達也たちや文恵との対話を通じて考えが変わる。最終的には文恵の意向を尊重し達也たちの退学取り消しの署名を集めた。
優佐のぞみ（ゆさ のぞみ）
演 - 竹内美宥
文化祭のデータファイルを持ち歩く結香の右腕的存在。
梅林寺遥（ばいりんじ はるか）
演 - 川栄李奈
結香の取り巻きの一人。聡が鼻をかんだティッシュを見て気絶するほどの潔癖症。
二階堂美優（にかいどう みゆ）
演 - 高橋朱里
結香の取り巻きの一人。
橘菜々美（たちばな ななみ）
演 - 市川美織
結香の取り巻きの一人でカチューシャをしている。
水原真里菜（みずはら まりな）
演 - 小嶋陽菜
養護教諭。祥平と古葉に求愛されるが実は既婚者。

#### その他（映画）
真嶋ケンジ（ましま ケンジ）
演 - 玉森裕太
菊永高校OB。先代の菊高の番長で海斗の兄。馬鹿田の桜木蓮とは因縁のライバルであった。かつて勝利に固執した余り、蓮を鉄パイプで殴打しようとしてしまった。その際、蓮の器の広さに心酔し最高のダチだと認めるようになる。現在は足を洗い自動車整備の仕事を行っている。弟である海斗が過去の自分と同じ過ちをしようとしてることに気付き、本当の強さとは何かを問うため重い腰を上げる。
- 桜木蓮（さくらぎ れん） - 内博貴
- 梶原剛（かじわら つよし） - 波岡一喜
- 袴塚 遼太郎（はかまづか りょうたろう）- 窪田正孝
- 東浩（あずま ひろし） - 阿部亮平
- 明石（あかし） - 笠原秀幸
- 神山萌生（かみやま ほうせい） - 白水萌生
- 第一カトレア学院の生徒 - 山崎怜奈・石井杏奈

### スタッフ（映画）
- 原作：秋元康
- 脚本：松田裕子
- 監督：窪田崇
- 音楽：牧戸太郎
- 製作統括：城朋子（日本テレビ）、伊藤和明（日本テレビ）
- 製作：阿佐美弘恭（D.N.ドリームパートナーズ）、大島満（VAP）、飯島三智（ジェイ・ドリーム）、窪田康志（AKS）、秋元伸介（秋元康事務所）、小崎宏（博報堂DYメディアパートナーズ）、百武弘二（ショウゲート）
- エグゼクティブプロデューサー：森實陽三（日本テレビ）、伊藤響（日本テレビ）
- プロデューサー：植野浩之（日本テレビ）、坂下哲也 (AX-ON)
- アソシエイトプロデューサー：小林将高、茶ノ前香 (VAP)、山崎康史（ショウゲート）
- 制作プロデューサー：前畑祥子（ファイブコミュニケーションズ）
- ラインプロデューサー：平体雄二
- アクション監督：小原剛
- 撮影：木村重明、花村也寸志
- 照明：丸山和志
- 録音：田中博信
- 美術：樫山智恵子
- 装飾：山田好男
- スタイリスト：遠藤良樹
- ヘアメイク：大野真二郎
- 編集：山中貴夫
- スクリプター：北濱優佳
- 助監督：加藤文明
- 制作担当：宮田幸太郎
- 製作：「劇場版 私立バカレア高校」製作委員会（D.N.ドリームパートナーズ、バップ、ジェイ・ドリーム、AKS、秋元康事務所、博報堂DYメディアパートナーズ、ショウゲート）
- 企画制作：日本テレビ放送網
- 企画協力：ジャニーズ事務所
- 制作プロダクション：AX-ON
- 宣伝：東宝アド
- 配給：ショウゲート

### 漫画
劇場版の漫画化作品として清野静流によって別冊フレンド2012年10月号と11月号において短期連載された。同年10月19日に連載時には描かれなかったクライマックスを加筆し単行本化。
登場人物をメインに絞って描いているため実写版よりも登場人物が少ない。

## 主題歌・挿入歌
ドラマ版・劇場版共通
オープニングテーマ
Kis-My-Ft2「Shake It Up」(avex trax)
エンディングテーマ
前田敦子「右肩」(You, Be Cool!/KING RECORDS)
劇場版のみ
挿入歌
Song Riders「Anger Management」（トイズファクトリー）

## イベント
- 私立バカレア高校学園祭（2012年9月29日、STUDIO COAST）[15]

## 関連商品
ドラマ版
DVD・Blu-rayBOX（初回版・豪華版の各2種、2012年8月22日発売、VAP）
劇場版
DVD・Blu-rayBOX（初回版・豪華版・セブンネット限定版の各3種、2013年4月10日発売、VAP）
書籍
清野静流 『劇場版 私立バカレア高校』講談社〈講談社コミックス別冊フレンド〉 全1巻 2012年10月19日刊行 ISBN 978-4-06-341829-3